# الجمعية الاتحادية الروسية
الجمعية الاتحادية الروسية (بالروسية: Федеральное Собрание) هي الهيئة التشريعية لروسيا، وفقاً لدستور الاتحاد الروسي لعام 1993. وتتألف الجمعية الفيدرالية من مجلس الدوما (المجلس الأدنى للجمعية الفيدرالية) ومجلس الاتحاد (المجلس الأعلى للجمعية الفيدرالية). ويختلف المجلسان من حيث قوامهما ومبدأ تشكيلهما، ويقع مقراهما في موسكو.
ينتخب مجلس الدوما بحسب الدستور لمدة 5 سنوات. فيما لم تحدد فترة صلاحيات مجلس الاتحاد. لكن طريقة تشكيل مجلس الاتحاد ونظام انتخاب مجلس الدوما يتم تحديدهما بالقوانين الفيدرالية. مجلس الدوما ومجلس الاتحاد يجتمعان بشكل منفصل عادة. لكن يتم تنظيم دورات مشتركة عندما يلقي الرئيس الروسي خطابه السنوي أمام الجمعية الاتحادية، وفي بعض المناسبات الأخرى النادرة جداً.